# 11672 Cuney
11672 Cuney è un asteroide della fascia principale. Scoperto nel 1998, presenta un'orbita caratterizzata da un semiasse maggiore pari a 2,3303897 UA e da un'eccentricità di 0,1897094, inclinata di 6,05057° rispetto all'eclittica.